# Francesca Schiavone
Francesca Schiavone (født 23. juni 1980 i Milano, Italien) er en tidligere professionel tennisspiller fra Italien. Hun vandt French Open i 2010.